# Gregorios Asbestas
Gregorios Asbestas (Γρηγόριος Ἀσβεστᾶς; † vor dem 26. Januar 880 in Konstantinopel) war 843/44 bis 852/53 und 858 bis 867 Archiepiskopos von Syrakus, 878/79 bis 879/80 Metropolit von Nikaia.

## Leben
Da Gregorios in den Quellen mehrfach als Syrakuser und Sizilianer bezeichnet wird, ist naheliegend, dass er auch aus Syrakus stammte. Der Beiname Asbestas, „Kalkbrenner“, kann abwertend gemeint sein; das ist aber nicht sicher. 843/44 ernannte ihn Methodios I., ökumenischer Patriarch von Konstantinopel, zu dessen Vertrauten er gehörte, zum Erzbischof von Syrakus. Nach Beilegung des Byzantinischen Bilderstreits führte er auf Sizilien die Ikonenverehrung wieder ein.

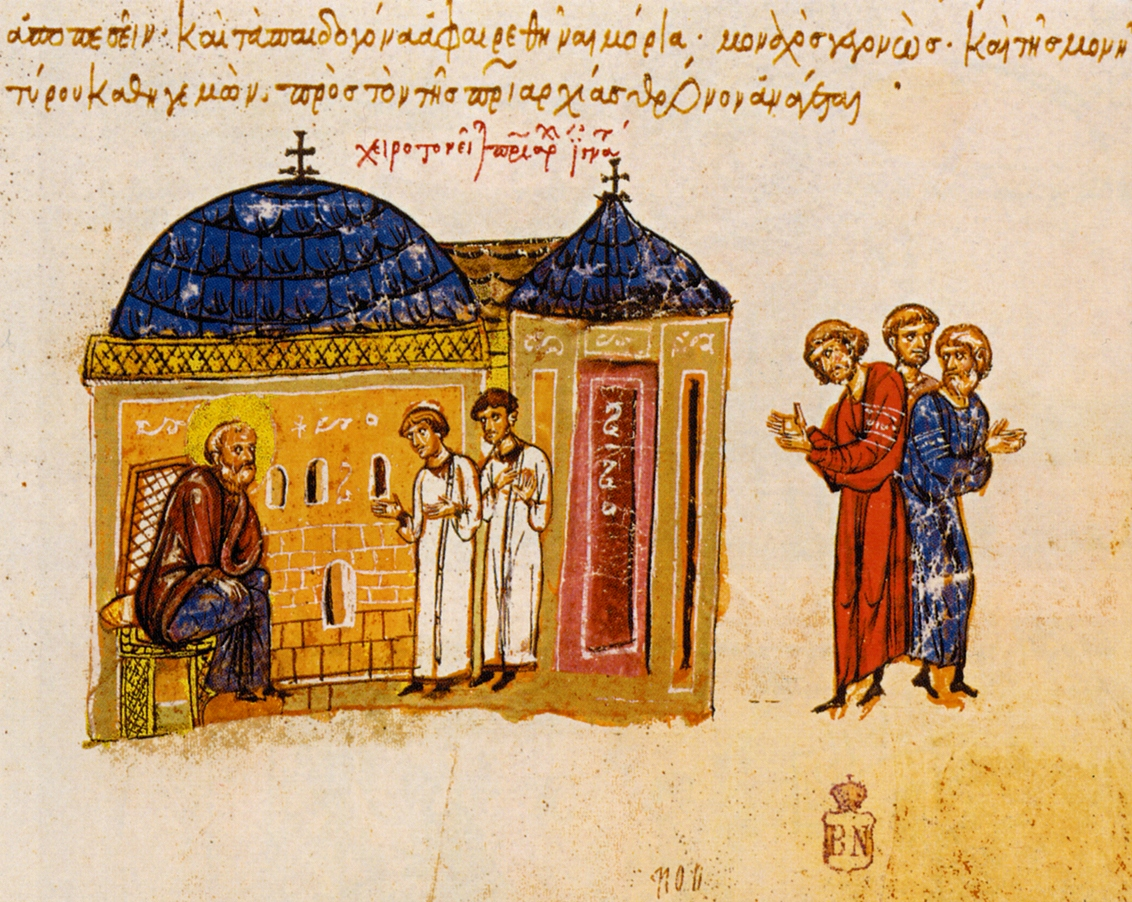
Ignatios wird zum Patriarchen ernannt (847) (Madrider Bilderhandschrift des Skylitzes)

Am 14. Juni 847 verstarb Methodios. Auf dem Patriarchenthron folgte ihm Ignatios I. nach. Angeblich hielt sich Gregorios gerade in Konstantinopel auf, als Ignatios zum Patriarchen geweiht wurde, weil ein Verfahren gegen ihn wegen „gewisser Verfehlungen“ und eines Verstoßes gegen das kanonische Recht anhängig gewesen sei (so die Vita Ignatii). Ignatios habe dem Gregorios wegen des noch laufenden Verfahrens die Teilnahme bzw. Konzelebration verweigert und ihn sich damit zum Feind gemacht. Angeblich warf Gregorios daraufhin die Kerze, die er hielt, zu Boden und verursachte einen Eklat. Wahrscheinlicher ist, dass persönliche Konkurrenz Gregorios und gleichgesinnte Kleriker veranlasste, die Gemeinschaft mit dem Patriarchen Ignatios aufzuheben. Auf einer Synode, wohl 852/53, setzte Ignatios mehrere Bischöfe ab und belegte sie mit dem Anathema: Gregorios Asbestas, Eulampios von Apameia und Petros von Sylaion. Anstelle des Gregorios wurde Theodoros zum Erzbischof von Syrakus geweiht. Gregorios appellierte gegen seine Absetzung an den Papst; ein (undatiertes) Schreiben Leos IV. an Ignatios in dieser Sache ist erhalten.
Als Photios I. am 25. Dezember 858 zum Ökumenischen Patriarchen von Konstantinopel geweiht wurde, war Gregorios Asbestas einer der drei Weihbischöfe, wurde also wieder als Erzbischof von Syrakus betrachtet.

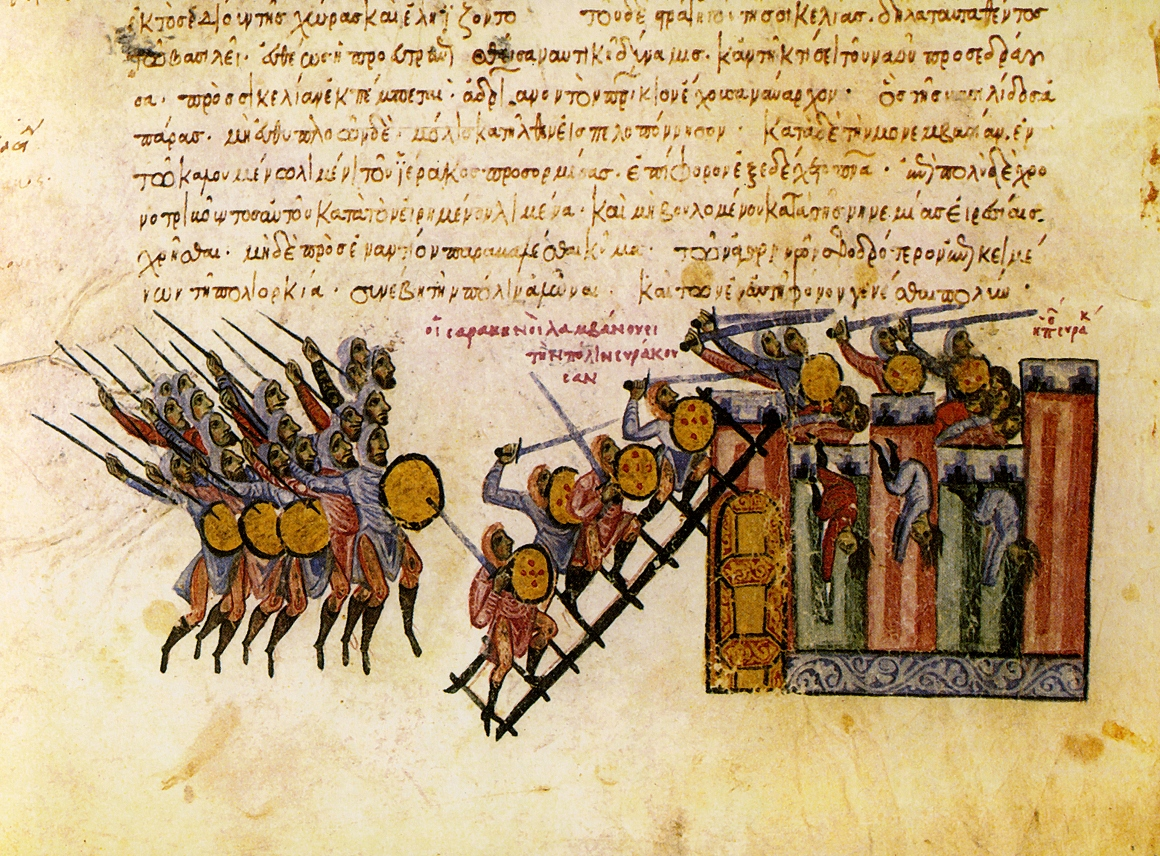
Sarazenen erobern Syrakus (878) (Madrider Bilderhandschrift des Skylitzes)

Im Folgenden scheint das Ergehen des Gregorios Asbestas eng mit dem des Patriarchen Photios verbunden: ebenso wie jener wurde er am 29. Oktober 869 auf dem Konzil von Konstantinopel abgesetzt und gegen beide das Anathema ausgesprochen; ebenso wie Photios kehrte er im Herbst 877 in sein Amt zurück. Zu diesem Zeitpunkt wurde Syrakus bereits von den Arabern belagert und am 21. Mai 878 eingenommen. Gregorios scheint sich nicht in der Stadt befunden zu haben, denn nicht er, sondern ein namentlich nicht bekannter Bischof geriet in arabische Gefangenschaft. Da der Metropolit von Nikaia, Amphilochios, gerade verstorben war, trat Gregorios Asbestas dessen Nachfolge an.
Gregorios Asbestas starb während des Konzils von 879/80 in Konstantinopel, bei dem Photios rehabilitiert wurde. Der Patriarch Photios hielt seine Grabrede.

## Werk
Gregorios verfasste die Vita des Patriarchen Methodios, von der nur ein Fragment erhalten blieb. Er erstellte oder orderte eine Reihe von Karikaturen des Patriarchen Ignatios, die verloren sind. Als Metropolit von Nikaia verfasste er eine antijüdische Schrift, in der er von Juden bei der Konversion zum Christentum unter anderem verlangte, dem mosaischen Gesetz und allen „jüdischen Häresien“ öffentlich abzuschwören.